# Tomasz Franciszek Firlej Konarski
Tomasz Franciszek Firlej Konarski herbu Lewart (zm. po 1797 roku) – kasztelanic biecki.
Syn Franciszka kasztelana bieckiego i Barbary z Cellarych. Żonaty z Krystyną z Potockich.
W 1792 roku odznaczony Orderem Orła Białego, w 1792 roku został kawalerem Orderu Świętego Stanisława.